# دفنة حصالبانية
دفنة حصالبانية (الاسم العلمي:Daphne rosmarinifolia) هي نوع من النباتات تتبع جنس الدفنة من الفصيلة المثنانية.